# Jacques Chabrat
Jacques Chabrat (* 25. Juni 1910 in Bordeaux; † 26. Juli 1970 ebenda) war ein französischer Politiker und Unternehmer. Von 1969 bis 1970 war er Abgeordneter der Nationalversammlung.

## Frühes Leben
Chabrat kam als Sohn eines Industriellen in Bordeaux zur Welt und studierte an der lokalen Wirtschaftshochschule. Nach seinem Militärdienst trat er in den 1930er-Jahren in das Schuhe produzierende Unternehmen seiner Familie ein, dessen Leitung er später übernahm. Mit dem Ausbruch des Zweiten Weltkriegs wurde er eingezogen und war nach der französischen Niederlage 1940 auch an der Résistance beteiligt. Für seine Verdienste als Soldat wurde er mit dem Croix de Guerre ausgezeichnet.

## Politische Karriere
1947 trat Chabrat, der vor dem Krieg der nationalistischen Parti social français angehört hatte, dem Rassemblement du peuple français von Charles de Gaulle bei. Parteiintern gelang ihm ein rascher Aufstieg, sodass er bereits 1948 Mitglied des Parteikomitees im Département Gironde und ein Jahr später Delegierter seiner Partei in ebenjenem wurde. Den Bürgern stellte er sich erstmals zur Wahl, als er 1953 in den Stadtrat von Mérignac gewählt wurde. Dem folgte 1959 der Einzug in den Stadtrat von Bordeaux, wo er außerdem als stellvertretender Bürgermeister hinter Jacques Chaban-Delmas amtierte. Letzterer ermöglichte ihm den Gang in die nationale Politik, als er ihn bei den Parlamentswahlen 1958 als seinen Stellvertreter aufstellte. Dies tat er auch 1962, 1967 und 1968. Durch seine Ernennung zum Premierminister musste Chaban-Delmas sein Mandat abgeben, womit Chabrat ins Parlament nachrückte. Dort vertrat er die neue gaullistische Partei Union des Démocrats pour la République. Er verstarb im Juli 1970 vor Ablauf seines Mandats.